# Liste der Biografien/Peh
Liste der Biografien |
Portal Biografien |
Personensuche
# |
A |
B |
C |
D |
E |
F |
G |
H |
I |
J |
K |
L |
M |
N |
O |
P |
Q |
R |
S |
T |
U |
V |
W |
X |
Y |
Z |
?
 
Pa |
Pc |
Pe |
Pf |
Ph |
Pi |
Pj |
Pk |
Pl |
Pm |
Pn |
Po |
Pr |
Ps |
Pt |
Pu |
Pv |
Pw |
Py
 
Pea |
Peb |
Pec |
Ped |
Pee |
Pef |
Peg |
Peh |
Pei |
Pej |
Pek |
Pel |
Pem |
Pen |
Peo |
Pep |
Peq |
Per |
Pes |
Pet |
Peu |
Pev |
Pew |
Pex |
Pey |
Pez
Die Liste der Biografien führt alle Personen auf, die in der deutschsprachigen Wikipedia einen Artikel haben. Dieses ist eine Teilliste mit 51 Einträgen von Personen, deren Namen mit den Buchstaben „Peh“ beginnt.

## Peh

### Peha
- Peham, Andreas (* 1967), österreichischer Rechtsextremismus- und AntisemitismusforscherAndreas Peham (* 1967)

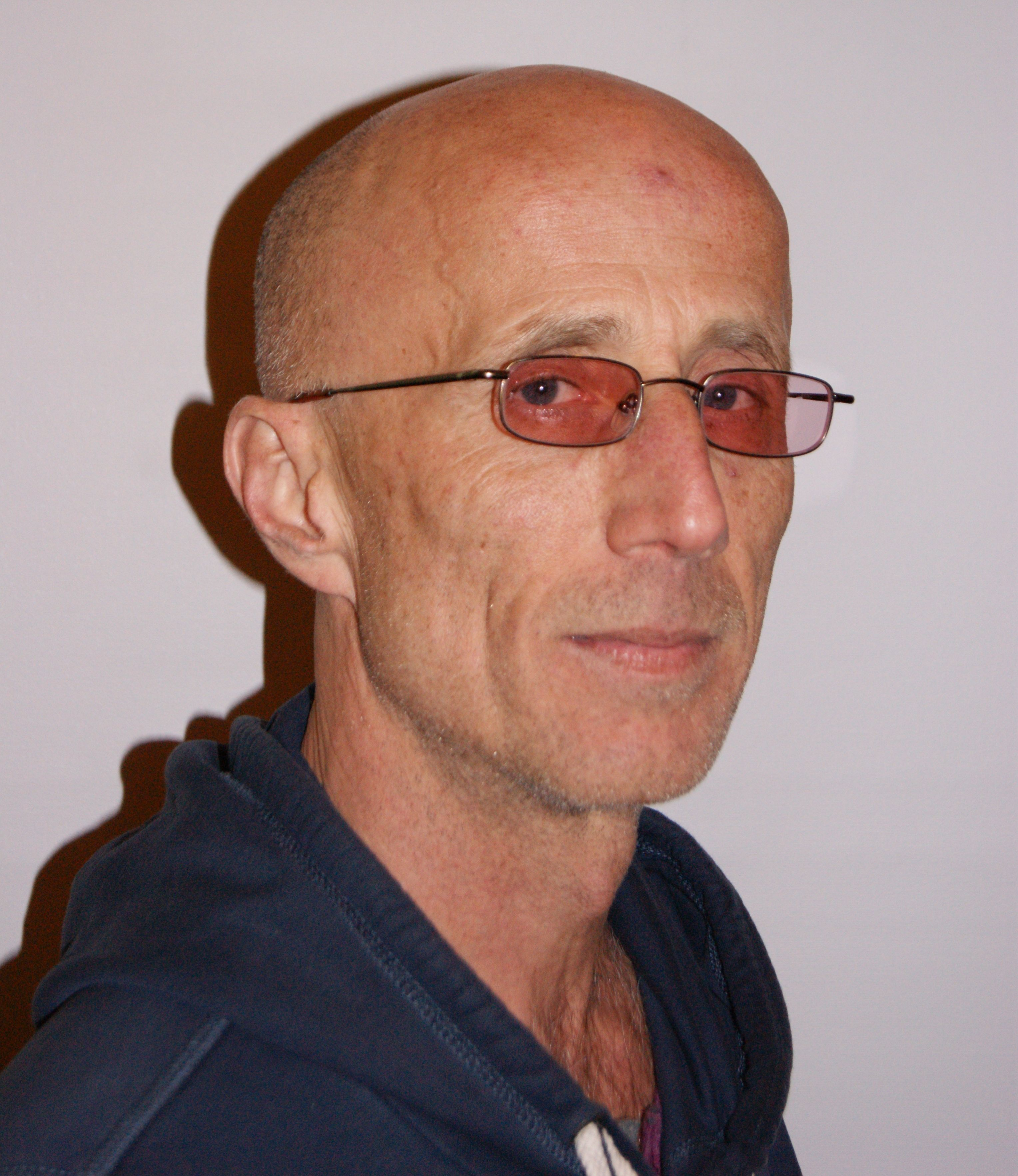
Andreas Peham (* 1967)

- Peham, David (* 1992), österreichischer Fußballspieler
- Peham, Heinrich von (1871–1930), österreichischer Gynäkologe und Geburtshelfer
- Peham, Klaus (* 1959), österreichischer Pianist und Komponist
- Pehamberger, Hubert (* 1951), österreichischer Dermatologe
- Peharnik-Hotkovich, Daniel von (1745–1794), österreichischer General

### Pehe
- Pehe, Jiří (* 1955), tschechischer Politikwissenschaftler
- Pehem, Josef Johann Nepomuk (1740–1799), österreichischer Kirchenrechtler und Hochschullehrer
- Pehen-Ptah, altägyptischer Beamter unter Pharao Ninetjer oder Pharao Djoser
- Pehenptah, altägyptischer Beamter
- Pehenuka, Wesir
- Pehernefer, altägyptischer Beamter der 3. und 4. Dynastie
- Peherstorfer, Franz (1950–2009), österreichischer Mathematiker

### Pehk
- Pehk, Erki (* 1968), estnischer Dirigent
- Pehkonen, Keijo (* 1964), finnischer Ringer
- Pehkonen, Mari (* 1985), finnische Eishockeyspielerin

### Pehl
- Pehl, Klaus (* 1944), deutscher Bildungsforscher und Jazzmusiker
- Pehl, Michael (* 1961), US-amerikanischer Manager, Berater und Unternehmer
- Pehle, Albert (1874–1945), deutscher Bildhauer
- Pehle, Heinrich (* 1952), deutscher Politikwissenschaftler
- Pehle, John W. (1909–1999), amerikanischer Rechtsanwalt, Leiter des War Refugee Board
- Pehle, Rudolf (1910–1972), deutscher Jurist und Senatspräsident am Bundesgerichtshof
- Pehle, Tobias (* 1960), deutscher Journalist und Fotograf
- Pehle, Walter H. (1941–2021), deutscher Lektor, Herausgeber und Historiker
- Pehlivan, Battal (1947–1994), türkischer Dichter, Schriftsteller und Journalist
- Pehlivan, Doruk (* 1998), türkischer Handballspieler
- Pehlivan, Emre (* 1993), türkischer Fußballspieler
- Pehlivan, Ferhat (* 1988), türkischer Boxer
- Pehlivan, Halil İbrahim (* 1993), türkischer Fußballspieler
- Pehlivan, Sükrü (* 1972), deutscher Moderator
- Pehlivan, Yasin (* 1989), österreichischer FußballspielerYasin Pehlivan (* 1989)

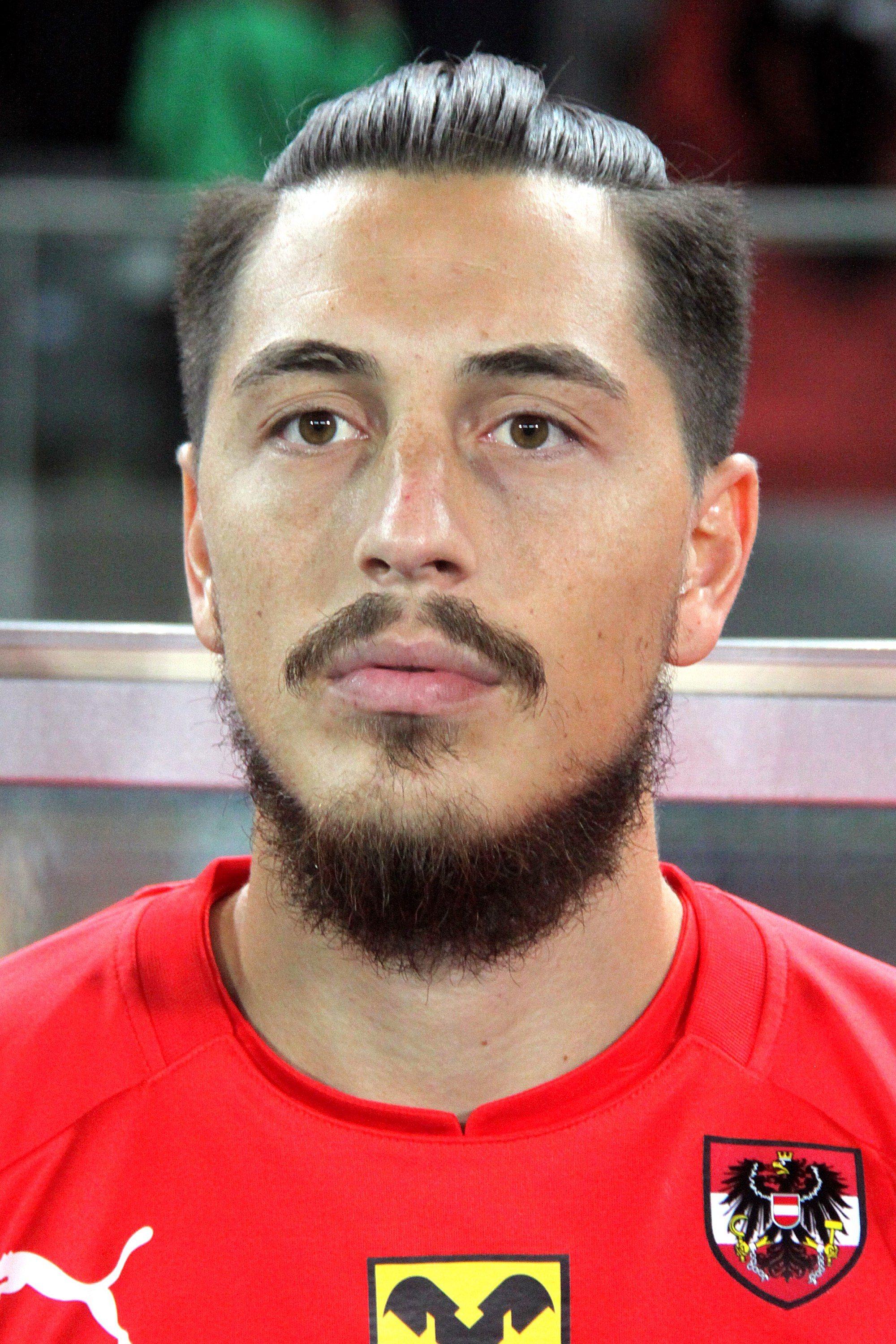
Yasin Pehlivan (* 1989)

- Pehlivanoğlu, Mustafa (1958–1980), türkischer Rechtsextremist und Hinrichtungsopfer
- Pehlivanović, Sanjin (* 2001), bosnisch-herzegowinischer Poolbillardspieler
- Pehlke, Heinz (1922–2002), deutscher Kameramann
- Pehlke, Helmuth (1943–2023), deutscher Theologe
- Pehlke, Wolf (1955–2013), deutscher Künstler und Autor

### Pehm
- Pehm, Georg (* 1964), österreichischer Politiker (SPÖ), Landtagsabgeordneter, Mitglied des Bundesrates
- Pehm, Johann (1898–1961), österreichischer Politiker (ÖVP), Landtagsabgeordneter im Burgenland, Mitglied des Bundesrates
- Pehmöller, Anton Daniel (1802–1874), deutscher Kaufmann und Präses der Handelskammer Hamburg

### Pehn
- Pehnert, Horst (1932–2013), deutscher Journalist und Parteifunktionär in der DDR
- Pehnke, Andreas (* 1957), deutscher Pädagoge und Bildungshistoriker
- Pehnt, Annette (* 1967), deutsche Schriftstellerin und LiteraturwissenschaftlerinAnnette Pehnt (* 1967)

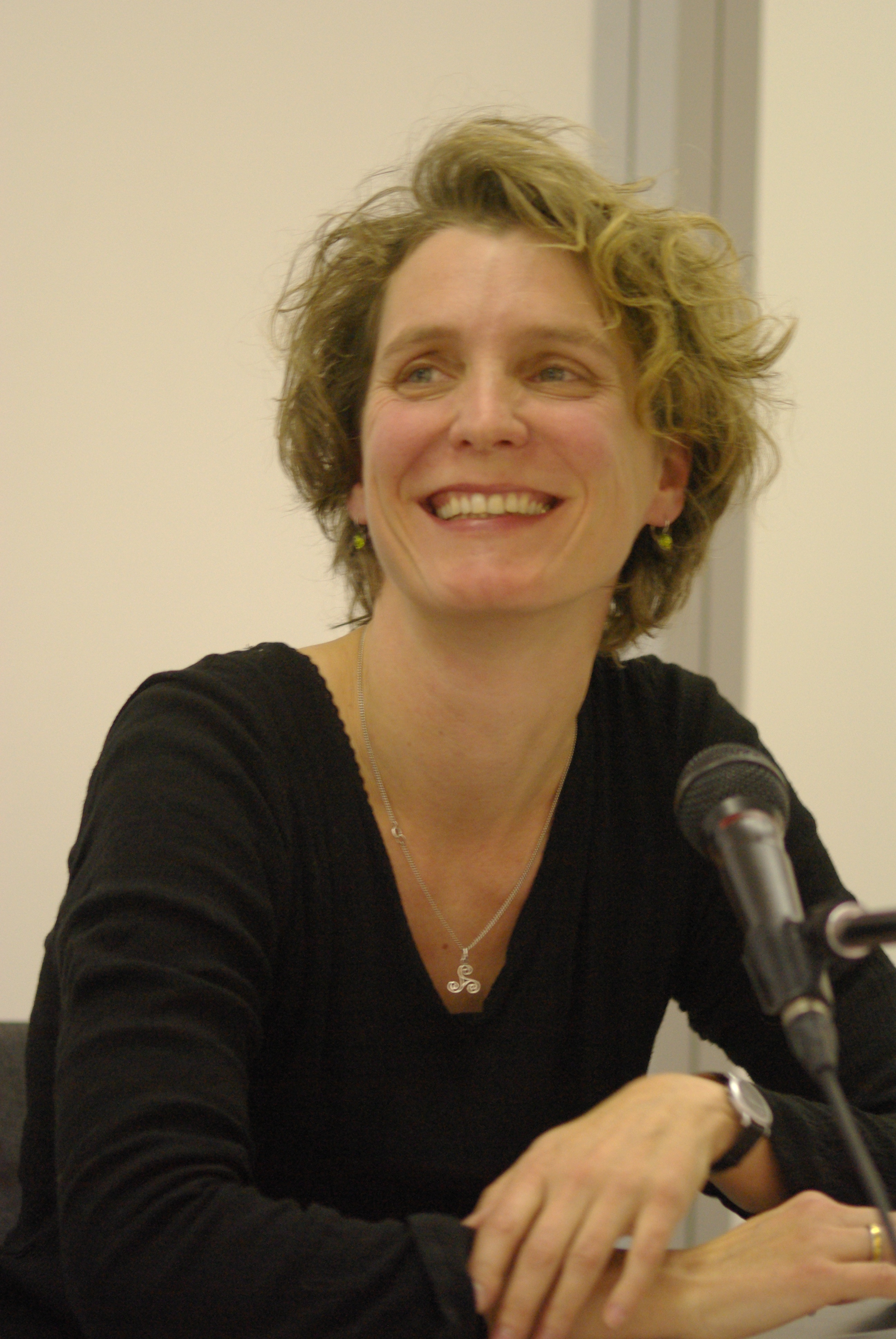
Annette Pehnt (* 1967)

- Pehnt, Martin (* 1970), deutscher Energiewissenschaftler
- Pehnt, Wolfgang (1931–2023), deutscher Architekturhistoriker und Architekturkritiker

### Peho
- Pehoua-Pelema, Eugène (* 1963), zentralafrikanischer Basketballspieler

### Pehr
- Pehringer, Stefan (* 1969), österreichischer Diplomat
- Pehrson, Anders (1912–1982), schwedischer Industriedesigner
- Pehrson, Ingeborg (1886–1950), dänische Schauspielerin
- Pehrson, Johan (* 1968), schwedischer Politiker (Liberalerna), Minister für Beschäftigung und Integration
- Pehrson, Joseph (1950–2020), US-amerikanischer Komponist und Pianist
- Pehrsson-Bramstorp, Axel (1883–1954), schwedischer Politiker und Ministerpräsident